# Jimmy Walker (koszykarz)
Jimmy Walker, właśc. James Walker (ur. 8 kwietnia 1944 w Amherst, zm. 2 lipca 2007 w Kansas City) – amerykański koszykarz, występujący na pozycji obrońcy, uczestnik spotkań gwiazd NBA.
Ojciec byłego gracza NBA – Jalena Rose’a.
Został wybrany z ostatnim numerem w drafcie 1967 roku do ligi NFL przez zespół New Orleans Saints (wybór znany pod nazwą Mr. Irrelevant), mimo iż nie grał w futbol amerykański w college’u.

## Osiągnięcia
NCAA
- Uczestnik rozgrywek:
  - Elite 8 turnieju NCAA (1965)
  - turnieju NCAA (1965, 1966)
- MVP turnieju:
  - Holiday Festival (1966)
  - Madison Square Garden Holiday Basketball Festival (1965)
- Lider strzelców NCAA (1967)
- Zaliczony do:
  - I składu All-American (1966, 1967)[2]
  - III składu All-American (1965 – AP, NABC)[3]

NBA
- 2-krotny uczestnik meczu gwiazd NBA (1970, 1972)[1]